# Ibrahim Ba
Ibrahim N'Goma Ba (Dakar, 12 novembre 1973) è un allenatore di calcio ed ex calciatore francese, di origini senegalesi, di ruolo centrocampista.

## Biografia
Suo padre Ibrahima Ba Eusebio è stato anch'egli calciatore, militando in Senegal e Francia. È cugino di Ibrahima Ba.

## Carriera

### Club

#### Le Havre e Bordeaux
A pochi anni dalla sua nascita, la sua famiglia si sposta in Francia, dove Ba ottiene la seconda nazionalità.
Cresce calcisticamente nel Le Havre, che lo fa esordire nella massima divisione francese a 19 anni. In seguito milita per un anno in terra francese con la maglia del Bordeaux, con cui disputa un'ottima stagione che gli permette di guadagnare l'attenzione di diversi club europei e di entrare nel giro della nazionale francese.

#### Milan e prestiti a Perugia e Marsiglia

Ba (a destra) e Giampiero Maini in allenamento al Milan nel 1997

Comincia l'esperienza italiana con la maglia del Milan nell'estate del 1997, acquistato per 11,5 miliardi di lire. Silvio Berlusconi, vedendolo in campo in occasione di una partita amichevole allo Stadio Brianteo di Monza, lo soprannominò Beaujolais nouveau, paragonandolo al vino francese per la sua frizzantezza. Nel corso dei primi due anni trascorsi al Milan era riconoscibile dal soprannome Ibou, ereditato dal padre e stampato sulla sua maglia numero 13, e per la pittoresca capigliatura ossigenata, che gli valse il soprannome "Pantera bionda".
Nonostante la stagione fallimentare della squadra, che nel 1997-1998 chiude al 10º posto in Serie A e perde la finale di Coppa Italia contro la Lazio, Ba, pur avendo un rendimento altalenante anche all'interno delle singole partite, alternando errori banali ad azioni di rilievo, si rende protagonista su 40 partite stagionali di 11 assist per i compagni tra campionato e coppa nazionale, più un'autorete procurata e un gol, contro la Lazio, alla seconda giornata. Impiegato da Fabio Capello sulla corsia destra di centrocampo nel 4-4-2, a tratti ha mostrato nella sua prima stagione rossonera ottime capacità di corsa e inserimento sulla fascia finalizzate al cross o al passaggio, risultando spesso determinante nelle azioni da gol rossonere e segnalandosi come uno dei migliori giocatori della deludente stagione del Milan. Nel 1998-1999, con l'avvento di Alberto Zaccheroni, comincia da titolare ma già nel mese di ottobre perde il posto da esterno nel 3-4-3 e da lì in poi viene utilizzato soprattutto come subentrante da esterno destro o sinistro, mettendo insieme 18 presenze totali tra campionato e coppa nazionale in un Milan che si laurea campione d'Italia vincendo lo scudetto.

Ba in azione in maglia milanista nel campionato 1997-1998

Nella stagione successiva dopo esser subentrato al 77' al posto di Thomas Helveg nella Supercoppa italiana persa 1-2 contro il Parma, passa in prestito al Perugia. Il 18 settembre 1999, al debutto con la squadra umbra, è squalificato per quattro giornate dopo una testata a Fabio Macellari del Cagliari: Ba è il primo giocatore del campionato italiano a essere sanzionato con la prova TV. La stagione per Ba finisce a fine febbraio quando si rompe il tendine rotuleo della gamba destra in uno scontro di gioco in Perugia-Verona. Le sue presenze in campionato si fermano così a 14, con un gol all'attivo, più 4 gare e una rete in Coppa Italia.
Rientrato al Milan, totalizza appena 11 presenze nel 2000-2001 (comprese tutte le competizioni ufficiali), risultando decisivo in Milan-Bologna (3-3) con un assist da destra a Andrij Ševčenko. Da settembre 2001 a febbraio 2002 veste la maglia dell'Olympique Marsiglia (11 presenze totali), per poi tornare al Milan, con cui scende in campo in due circostanze in campionato durante il resto della stagione 2001-2002. Nell'annata seguente gioca tre partite in Serie A, di cui due da subentrante come terzino destro nel 4-3-1-2 di Carlo Ancelotti e vince la Coppa Italia, collezionando due apparizioni da subentrante nelle due semifinali contro la sua ex squadra Perugia. Da componente della rosa vince anche la Champions League, pur senza mai scendere in campo nella competizione europea.

#### Bolton, Çaykur Rizespor e Djurgården
Scaduto il suo contratto con il Milan, nell'estate 2003 si accorda con il Bolton, nella Premier League inglese, disputando 16 partite tra campionato e coppe nazionali. Nel febbraio 2004, subentrando a Stelios Giannakopoulos, stabilisce il bizzarro record della maggiore differenza nel numero di lettere dei cognomi tra il giocatore sostituito e il subentrante in un match di Premier League. Nel 2004-2005 è al Çaykur Rizespor, in Turchia, mettendo insieme appena 2 presenze, prima di passare nel febbraio 2005 al Djurgården (Svezia), che lo mette sotto contratto per due anni. Nonostante non rimanga nemmeno una volta in campo per tutti i novanta minuti nelle 14 presenze disputate (con un gol segnato), vince con la squadra il campionato e la Coppa di Svezia, prima di rescindere il contratto con il club scandinavo nel gennaio del 2006. A luglio dello stesso anno tenta un provino con il Derby County, ma non ha successo.

#### Ritorno al Milan e ritiro
Per continuare a smaltire i postumi di un grave infortunio alla caviglia con conseguenze al ginocchio, nel gennaio del 2007 partecipa al ritiro del Milan a Malta e dal marzo seguente si allena con il Varese, in Serie C2. Nel giugno 2007 torna al Milan, con cui firma un contratto annuale, ma il giocatore non viene quasi mai utilizzato, infatti viene convocato per la prima volta solamente alla penultima giornata di campionato per la sfida al San Paolo contro il Napoli, partita dove tuttavia non va nemmeno in panchina. A stagione conclusa non avrà disputato nemmeno un minuto in campo con la maglia rossonera.
Il 21 maggio 2008, a poco più di un mese dalla scadenza del suo contratto con il Milan, Ibrahim Ba annuncia il suo ritiro dal calcio giocato, a 35 anni. Svolgerà il ruolo di osservatore in Africa per la società rossonera.

### Nazionale
Con la nazionale francese Ba disputa in totale 8 partite, tutte amichevoli. Esordisce il 22 gennaio 1997 a Braga contro il Portogallo, segnando la rete del definitivo 2-0 per i Bleus.
Nel 1998 viene inserito dal commissario tecnico Aimé Jacquet nella lista dei convocati per il pre-ritiro di Clairefontaine in vista del campionato del mondo 1998, ma non viene inserito nell'elenco definitivo dei 22 giocatori che partecipano alla fase finale della manifestazione.

## Dopo il ritiro
Da settembre 2022 è allenatore della Green Herons FC.
Il 13 giugno 2017 inizia a Coverciano il corso da allenatore professionista categoria UEFA A che abilita ad allenare formazioni giovanili e squadre fino alla Lega Pro e consente anche di fare l'allenatore in seconda in Serie A e B. Il 7 settembre seguente supera con esito positivo l'esame di fine corso.
Nel settembre del 2023 inizia il corso UEFA Pro a Coverciano, il massimo livello di formazione per un tecnico.

## Statistiche

### Presenze e reti nei club
Statistiche aggiornate al 21 maggio 2008.
| Stagione        | Squadra         | Campionato      | Campionato | Campionato | Coppe nazionali | Coppe nazionali | Coppe nazionali | Coppe continentali | Coppe continentali | Coppe continentali | Altre coppe | Altre coppe | Altre coppe | Totale | Totale |
| Stagione        | Squadra         | Comp            | Pres       | Reti       | Comp            | Pres            | Reti            | Comp               | Pres               | Reti               | Comp        | Pres        | Reti        | Pres   | Reti   |
| --------------- | --------------- | --------------- | ---------- | ---------- | --------------- | --------------- | --------------- | ------------------ | ------------------ | ------------------ | ----------- | ----------- | ----------- | ------ | ------ |
| 1991-1992       | Le Havre        | D1              | 1          | 0          | -               | -               | -               | -                  | -                  | -                  | -           | -           | -           | 1      | 0      |
| 1992-1993       | Le Havre        | D1              | 28         | 0          | CF              | 2               | 0               | -                  | -                  | -                  | -           | -           | -           | 30     | 0      |
| 1993-1994       | Le Havre        | D1              | 33         | 3          | CF              | 1               | 0               | -                  | -                  | -                  | -           | -           | -           | 34     | 3      |
| 1994-1995       | Le Havre        | D1              | 33         | 3          | CF+CdL          | 1+3             | 0               | -                  | -                  | -                  | -           | -           | -           | 37     | 3      |
| 1995-1996       | Le Havre        | D1              | 33         | 2          | CF+CdL          | 2+3             | 0               | -                  | -                  | -                  | -           | -           | -           | 38     | 2      |
| Totale Le Havre | Totale Le Havre | Totale Le Havre | 128        | 8          |                 | 12              | 0               |                    | -                  | -                  |             | -           | -           | 140    | 8      |
| 1996-1997       | Bordeaux        | D1              | 35         | 6          | CF              | 6               | 0               | -                  | -                  | -                  | -           | -           | -           | 41     | 6      |
| 1997-1998       | Milan           | A               | 31         | 1          | CI              | 9               | 0               | -                  | -                  | -                  | -           | -           | -           | 40     | 1      |
| 1998-1999       | Milan           | A               | 15         | 0          | CI              | 3               | 0               | -                  | -                  | -                  | -           | -           | -           | 18     | 0      |
| lug.-set. 1999  | Milan           | A               | 0          | 0          | -               | -               | -               | -                  | -                  | -                  | SI          | 1           | 0           | 1      | 0      |
| 1999-2000       | Perugia         | A               | 14         | 1          | CI              | 4               | 1               | -                  | -                  | -                  | -           | -           | -           | 18     | 2      |
| 2000-2001       | Milan           | A               | 5          | 0          | CI              | 2               | 0               | UCL                | 4                  | 0                  | -           | -           | -           | 11     | 0      |
| 2001-feb. 2002  | O. Marsiglia    | D1              | 9          | 0          | CF+CdL          | 1+1             | 0               | -                  | -                  | -                  | -           | -           | -           | 11     | 0      |
| feb.-giu 2002   | Milan           | A               | 2          | 0          | -               | -               | -               | -                  | -                  | -                  | -           | -           | -           | 2      | 0      |
| 2002-2003       | Milan           | A               | 3          | 0          | CI              | 2               | 0               | UCL                | 0                  | 0                  | -           | -           | -           | 5      | 0      |
| 2003-2004       | Bolton          | PL              | 9          | 0          | FAC+CdL         | 1+6             | -               | -                  | -                  | -                  | -           | -           | -           | 16     | 0      |
| 2004-2005       | Çaykur Rizespor | SL              | 2          | 0          | -               | -               | -               | -                  | -                  | -                  | -           | -           | -           | 2      | 0      |
| 2005-2006       | Djurgården      | A               | 14         | 1          | -               | -               | -               | -                  | -                  | -                  | -           | -           | -           | 14     | 1      |
| 2007-2008       | Milan           | A               | 0          | 0          | -               | -               | -               | -                  | -                  | -                  | -           | -           | -           | 0      | 0      |
| Totale Milan    | Totale Milan    | Totale Milan    | 56         | 1          |                 | 16              | 0               |                    | 4                  | 0                  |             | 1           | 0           | 77     | 1      |
| Totale carriera | Totale carriera | Totale carriera | 267        | 17         |                 | 47              | 1               |                    | 4                  | 0                  |             | 1           | 0           | 319    | 18     |

### Cronologia presenze e reti in nazionale
| Cronologia completa delle presenze e delle reti in nazionale ― Francia | Cronologia completa delle presenze e delle reti in nazionale ― Francia | Cronologia completa delle presenze e delle reti in nazionale ― Francia | Cronologia completa delle presenze e delle reti in nazionale ― Francia | Cronologia completa delle presenze e delle reti in nazionale ― Francia | Cronologia completa delle presenze e delle reti in nazionale ― Francia | Cronologia completa delle presenze e delle reti in nazionale ― Francia | Cronologia completa delle presenze e delle reti in nazionale ― Francia |
| Data                                                                   | Città                                                                  | In casa                                                                | Risultato                                                              | Ospiti                                                                 | Competizione                                                           | Reti                                                                   | Note                                                                   |
| ---------------------------------------------------------------------- | ---------------------------------------------------------------------- | ---------------------------------------------------------------------- | ---------------------------------------------------------------------- | ---------------------------------------------------------------------- | ---------------------------------------------------------------------- | ---------------------------------------------------------------------- | ---------------------------------------------------------------------- |
| 22-1-1997                                                              | Braga                                                                  | Portogallo                                                             | 0 – 2                                                                  | Francia                                                                | Amichevole                                                             | 1                                                                      |                                                                        |
| 26-2-1997                                                              | Parigi                                                                 | Francia                                                                | 2 – 1                                                                  | Paesi Bassi                                                            | Amichevole                                                             | -                                                                      |                                                                        |
| 2-4-1997                                                               | Parigi                                                                 | Francia                                                                | 1 – 0                                                                  | Svezia                                                                 | Amichevole                                                             | -                                                                      |                                                                        |
| 3-6-1997                                                               | Lione                                                                  | Francia                                                                | 1 – 1                                                                  | Brasile                                                                | Torneo di Francia                                                      | -                                                                      |                                                                        |
| 11-6-1997                                                              | Parigi                                                                 | Francia                                                                | 2 – 2                                                                  | Italia                                                                 | Torneo di Francia                                                      | -                                                                      |                                                                        |
| 11-10-1997                                                             | Lens                                                                   | Francia                                                                | 2 – 1                                                                  | Sudafrica                                                              | Amichevole                                                             | 1                                                                      |                                                                        |
| 12-11-1997                                                             | Saint-Étienne                                                          | Francia                                                                | 2 – 1                                                                  | Scozia                                                                 | Amichevole                                                             | -                                                                      |                                                                        |
| 28-1-1998                                                              | Saint-Denis                                                            | Francia                                                                | 1 – 0                                                                  | Spagna                                                                 | Amichevole                                                             | -                                                                      |                                                                        |
| Totale                                                                 |                                                                        | Presenze                                                               | 8                                                                      |                                                                        | Reti                                                                   | 2                                                                      |                                                                        |

## Palmarès

### Club

#### Competizioni nazionali
- Campionato italiano: 1

Milan: 1998-1999
- Coppa Italia: 1

Milan: 2002-2003
- Campionato svedese: 1

Djurgården: 2005
- Coppa di Svezia: 1

Djurgården: 2005

#### Competizioni internazionali
- UEFA Champions League: 1

Milan: 2002-2003